# Шарлье, Луи-Жозеф
Луи́-Жозе́ф Шарлье́ (фр. Louis-Joseph Charlier; 24 сентября 1754, Шалон-ан-Шампань, Франция — 23 февраля 1797, Париж, Франция) — французский адвокат и политический деятель Великой французской революции, в период с 3 по 22 октября 1793 года исполнявший обязанности председателя национального Конвента.

## Биография
Луи-Жозеф Шарлье родился в 1754 году в Шалоне-ан-Шампани. Получив юридическое образование, он какое-то время работал адвокатом в Лаоне. В 1791 году был избран депутатом в законодательное собрание. Здесь он примкнул к крайней левой партии и постоянно требовал конфискации имущества эмигрантов и строгих мер против неприсягнувших священников. Избранный в Конвент, окончательно сделался одним из самых крайних монтаньяров. Во время процесса над Людовиком XVI он высказался против обращения к народу и против отсрочки смертной казни.
Вслед за тем он повёл ожесточённую борьбу с жирондистами и требовал предания суду «Ролана и его клики». По его настоянию был издан декрет, в силу которого эмигранты и не присягнувшие священники, арестованные через 8 дней после опубликования декрета, должны были подвергаться смертной казни в 24 часа.
В перевороте 31 мая — 2 июня 1793 года Шарлье принимал самое деятельное участие. Вскоре после этого он был избран в президенты Конвента и настоял на издании декрета, по которому Конвент в полном составе должен был присутствовать на празднестве в честь богини Разума. Шарлье не сочувствовал политике М. Робеспьера и 9 термидора участвовал в его низвержении, хотя и продолжал доказывать необходимость террора. Вскоре после этого Шарлье был послан в Лион, чтобы вернуть ему его прежнее название. Умеренность, которую он выказал при этом, спасла ему жизнь во время ареста и казни последних монтаньяров.
После издания конституции III года Шарлье заседал в Совете пятисот, но в припадке горячки лишил себя жизни выстрелом из пистолета.